# Appartamento ad Atene (romanzo)
Appartamento ad Atene (Apartment in Athens) è un romanzo scritto da Glenway Wescott nel 1945 e pubblicato lo stesso anno. Dal libro è stato tratto l'omonimo film del 2012 diretto da Ruggero Dipaola.

## Trama
Nella vita già complicata dall'occupazione nazista della Grecia, in casa degli Helianos, irrompe con violenza il capitano Kalter, soldato arrogante, convinto della superiorità assoluta della razza tedesca, che si insedia nella stanza migliore e costringe i due anziani coniugi, cui è morto un figlio nella battaglia dell'Olimpo, a sistemarsi sopra una branda pericolante in cucina. Gli altri due figli, che vivono in famiglia, sono provati dalla guerra e dall'occupazione: il piccolo Alex malnutrito e pieno di odio contro i nazisti, rischia continuamente di essere picchiato da Kalter. Leda, bambina leggermente minorata e poco socievole, ha un debole per il tedesco, che però la respinge con brutalità. Helianos è troppo preso dalle sue complesse e ampollose idee per rendersi conto del pericolo che corre, parlando apertamente con Kalter. Quest'ultimo, tornato distrutto da una licenza in Germania, dova ha perso contemporaneamente la moglie e due figli, sollecita la compassione della famiglia che lo ospita, fino a quando Helianos, per condividere la sua tragedia, fa un passo falso, criticando il Führer e Mussolini. La situazione precipita immediatamente, Kalter torna il mostro brutale che era: denuncia Helianos e subito dopo si suicida, vinto dalla depressione. Nella lettera di commiato cerca però di attribuire la responsabilità della sua morte alla moglie di Helianos, in modo da distruggere completamente la famiglia che lo ha ospitato.

## Edizioni
- Glenway Wescott, Appartamento ad Atene, traduzione di Giulia Arborio Mella, collana gli Adelphi, Adelphi, 2012,  p. 246, ISBN 9788845917820.